# Cryptopygoplus africanus
Cryptopygoplus africanus is een hooiwagen uit de familie Assamiidae.